# Presque Isle (Maine)
Presque Isle é uma cidade localizada no estado americano de Maine, no Condado de Aroostook.

## Demografia
Segundo o censo americano de 2000, a sua população era de 9511 habitantes.

## Geografia
De acordo com o United States Census Bureau tem uma área de
200,9 km², dos quais 196,2 km² cobertos por terra e 4,7 km² cobertos por água.

## Localidades na vizinhança
O diagrama seguinte representa as localidades num raio de 36 km ao redor de Presque Isle.